# Batería AGM

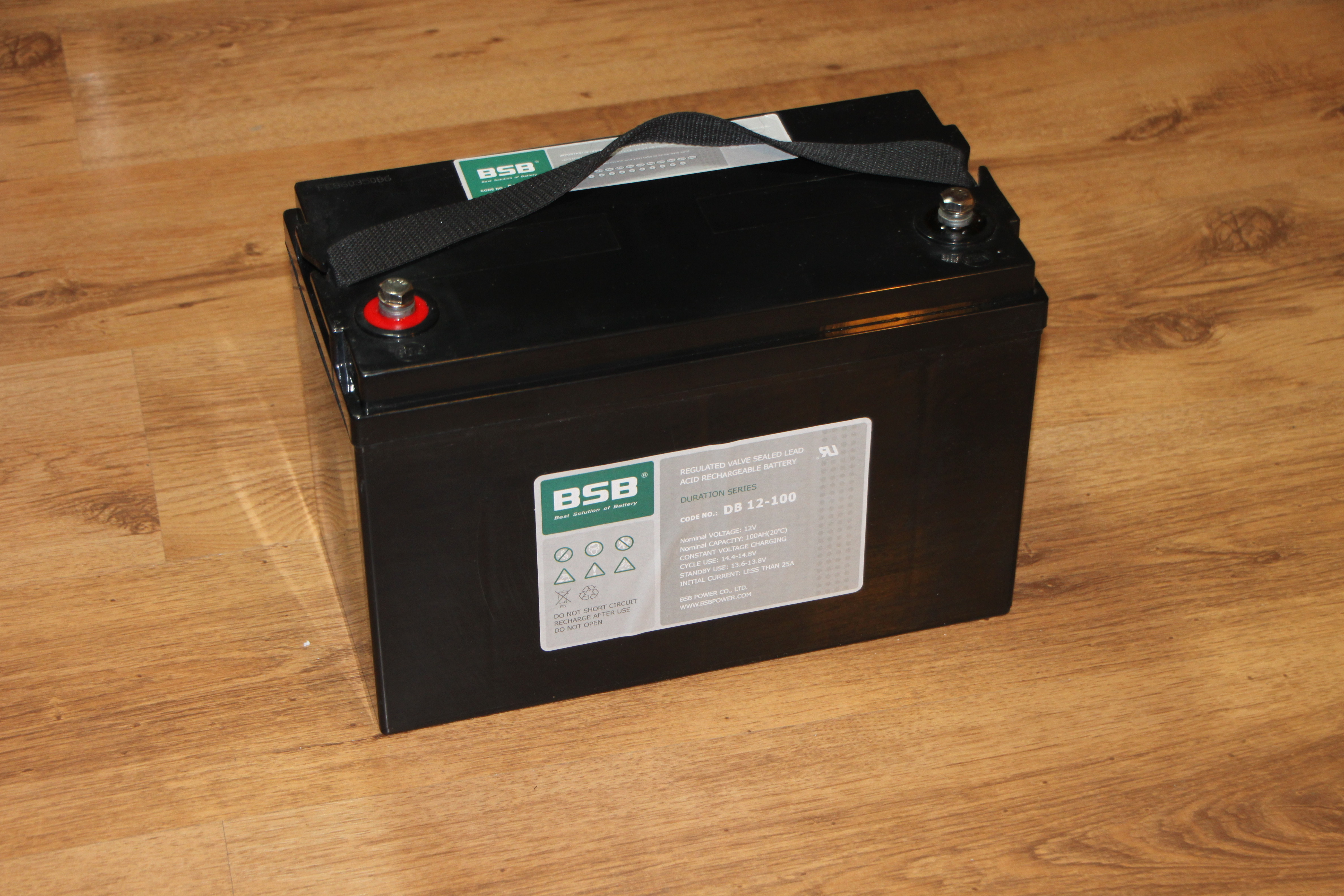
Batería AGM 100 amperio-hora

La batería AGM (absorbent glass mat) es una clase de acumulador de plomo en la que el electrolito se absorbe dentro de una malla hecha de fibras de vidrio muy delgadas. Contiene una válvula de alivio de presión, ya que es una evolución de las baterías VRLA. Se caracteriza por una cantidad limitada de electrolito absorbido en un separador de placas de malla de fibra de vidrio, que separa las placas negativas de las positivas dejando unos espacios que facilitan la recombinación del oxígeno dentro de la celda, con independencia de la posición de la misma, y la presencia de una válvula de alivio que se abre cuando hay una presión excesiva dentro de la batería.

## Significado de las siglas AGM
Las siglas AGM significan Absorbente Glass Mat, son acumuladores de plomo-ácido en los que el electrolito se absorbe en unos separadores consistentes en una malla esponjosa de fibra de vidrio. En caso de ruptura del envase, el escape de ácido se limita. Gracias a la división de las placas por fibras de vidrio, no existe peligro de cortocircuito entre celda y celda. Los acumuladores de placa espiral tienen un tiempo de carga aún más corto.

## Historia

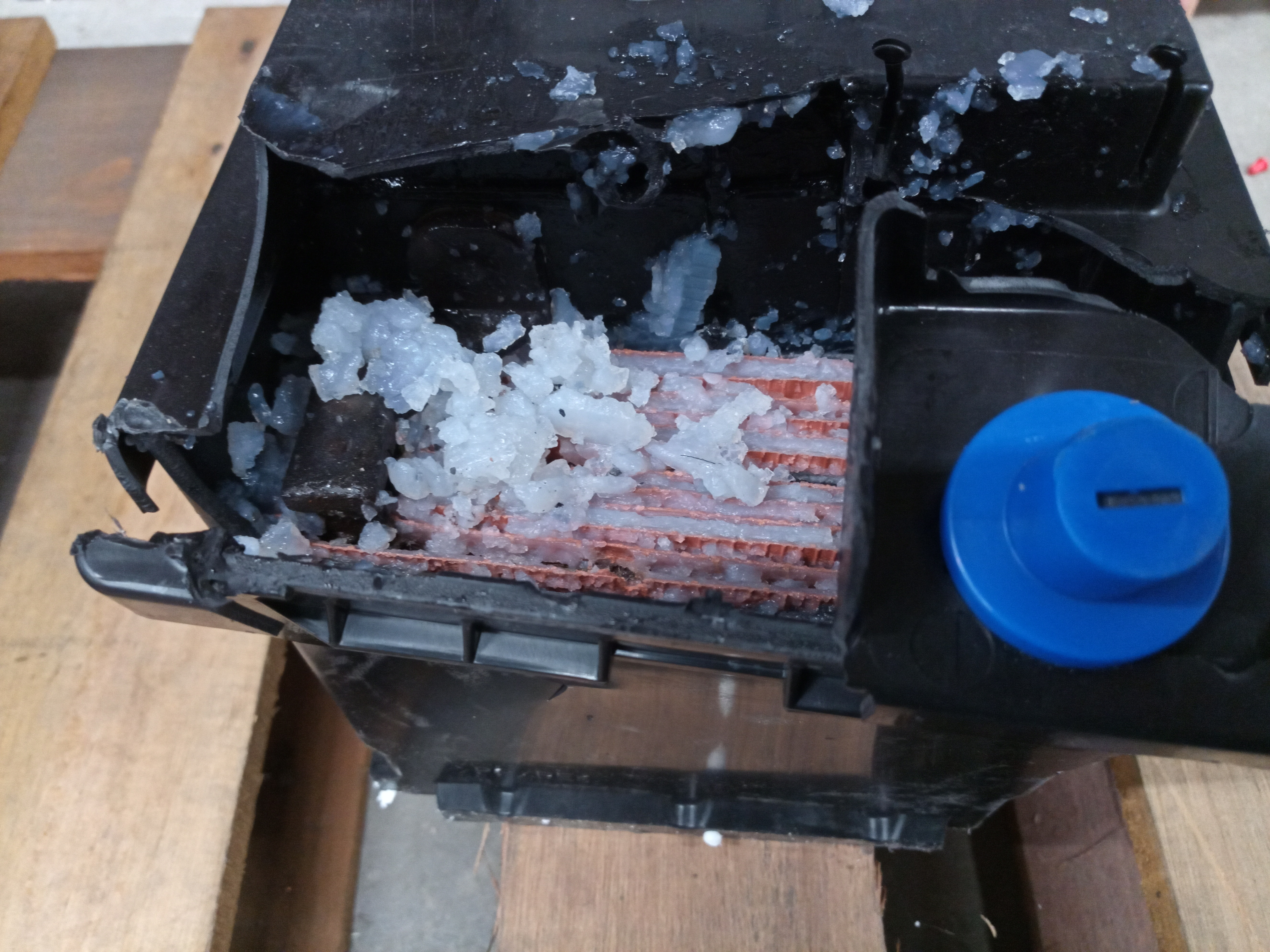
Batería de gel defectuosa: los grumos blancos del electrolito gelificado son visibles entre las placas.

La primera batería de plomo-ácido de gel fue inventada por Elektrotechnische Fabrik Sonneberg en 1934. La batería moderna de gel VRLA fue inventada por Otto Jache de Sonnenschein en 1957. Cyclon de Gates: La primera batería AGM fue la Cyclon, patentada por Gates Rubber Corporation en 1972 y fabricada por EnerSys. La Cyclon era única ya que la celda tiene unos electrodos de lámina delgada de plomo enrollados en espiral, que aumentan la superficie de contacto con el electrolito, por este motivo, algunos fabricantes aprovecharon esa tecnología para implementarla en celdas de placas planas convencionales.
A mediados de la década de 1980, dos empresas del Reino Unido, Chloride y Tungstone, introdujeron simultáneamente baterías AGM con una capacidad de 400 Ah y garantizadas con 10 años de vida útil, respondiendo a una solicitud de British Telecom con una especificación para baterías para el soporte de nuevos intercambios digitales. En el mismo período Gates adquirió otra empresa británica, Varley, especializada en baterías por aviones militares. Varley adaptó la tecnología de lámina de plomo en espiral de Cyclon para producir baterías de placa plana con unas excepcionales altas prestaciones, hasta el punto de que la tecnología AGM se utilizó en el campo de la aeronáutica y en usos militares, obteniendo la aprobación para una gran variedad de aviones, incluyendo los aviones de negocio BAE 125 y 146, el Harrier y su derivado AV8B, llegando a ser utilizada también en algunas variantes de los cazas F16 como primeras alternativas a las baterías de níquel-cadmio (Ni-Cd) estándar.

## Características

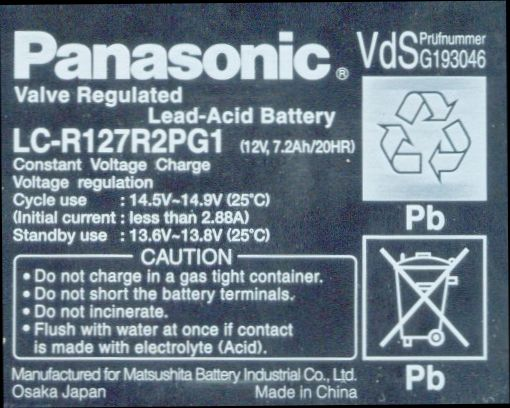
Voltaje característico de las baterías AGM/VRLA

La principal diferencia con las baterías de plomo-ácido inundadas radica en que el electrolito se mantiene dentro de unas alfombras de fibra vidrio, en lugar de inundar libremente las placas. Las baterías AGM contienen una malla de fibra de vidrio en forma de alfombra de fibra de vidrio ultrafina (llamada separador AGM) entre las placas de la batería que sirve para contener el electrolito y separar las placas, que, con este separador aislante nunca se podrán tocar (cruzar). Esta capa de malla absorbe el electrolito haciendo que no pueda escapar, evitando un goteo fuera de la batería, en caso de rotura de la caja. Las delgadas fibras de vidrio se tejen en forma de alfombra para aumentar la superficie de forma que pueda contener una cantidad suficiente de electrolito en las celdas durante su vida útil. Estas esteras se escurren entre un 2 % y un 5 % después de haber sido remojadas en ácido justo antes de terminar la fabricación, momento en que la alfombra se baña en el electrolito ácido que las finas fibras que la componen terminarán absorbiendo.
La tecnología AGM es mucho menos delicada que las baterías clásicas de electrolito líquido y soporta un mayor número de ciclos de descarga profunda, ya que permite que el electrolito se evapore durante la fase de carga y descarga (es decir, cuando aumenta temperatura interna), pero al final de la fase el gas se recombina con el ácido manteniendo la batería con plenas prestaciones. En el caso de uso cíclico pesado (máquinas de limpieza industriales, coches de golf y vehículos eléctricos, etc.) es recomendable recurrir a baterías AGM que permitan descargas más profundas y un mayor número de ciclos de carga/descarga propios de un uso intenso. Las baterías AGM son adecuadas tanto para su uso cíclico (soportan muchos ciclos de carga/descarga) como para uso tampón (reserva de energía a largo plazo)
Las placas de una batería AGM pueden tener cualquier forma. Algunos son planas, mientras que otros están dobladas o enrolladas. Tanto las baterías de ciclo profundo como del tipo de arranque están integradas dentro de una caja rectangular según las especificaciones del código de la batería del Battery Council International (BCI).
Al igual que con las baterías de plomo-ácido, a fin de maximizar la vida útil de una batería AGM, es importante seguir las especificaciones de carga del fabricante y se recomienda el uso de un cargador de voltaje regulado. Existe una correlación directa entre la profundidad de descarga (DOD) y el ciclo de vida de la batería, con diferencias entre 500 y 1300 ciclos según el DOD.

## Aplicaciones
Las baterías AGM son más resistentes a la auto-descarga que las baterías convencionales en un amplio rango de temperaturas y por eso se utilizan con fines marinos recreativos. Varios proveedores ofrecen baterías marinas de ciclo profundo AGM. Normalmente tienen a su favor su bajo mantenimiento y calidad a prueba de derrames, aunque generalmente se consideran una solución más cara en relación con las celdas inundadas tradicionales.
En líneas generales, las baterías AGM están especialmente indicadas para:
- Náutica de recreo y profesional
- Vehículos y maquinaria eléctrica
- Usos industriales
- SAI y emergencia en general
- Energía Solar

Se utilizan ampliamente en grandes dispositivos eléctricos portátiles, sistemas fuera de red y funciones similares, donde se necesitan grandes cantidades de almacenamiento a un coste más bajo que otras tecnologías de bajo mantenimiento como los iones de litio.
Muchas motocicletas y vehículos todoterreno (ATV) modernos del mercado utilizan baterías AGM para reducir la probabilidad de derramar ácido durante las curvas, vibraciones o después de accidentes, y por motivos de embalaje. La batería más ligera y pequeña puede instalarse con un ángulo extraño si es necesario para el diseño de la motocicleta. Debido a los mayores costes de fabricación en comparación con las baterías de plomo-ácido inundadas, actualmente las baterías AGM se utilizan en vehículos de lujo. A medida que los vehículos se hacen más pesados y se equipan con más dispositivos electrónicos, tales como el control de navegación y estabilidad, las baterías AGM se están utilizando para reducir el peso del vehículo y proporcionar una mejor fiabilidad eléctrica en comparación con las baterías de plomo-ácido inundadas.
Los BMW de la serie 5 de marzo de 2007 incorporan baterías AGM junto con dispositivos para recuperar la energía de los frenos mediante el frenado regenerativo y el control por ordenador para garantizar que el alternador cargue la batería cuando el coche está desacelerando. Los vehículos utilizados en carreras de automóviles pueden utilizar baterías AGM debido a su resistencia a las vibraciones.
Los AGM de ciclo profundo también se utilizan habitualmente en instalaciones de energía solar y eólica, sistemas fuera de red como banco de almacenamiento de energía y en robótica amateur a gran escala, tales como las competiciones FIRST e IGVC.
Las baterías AGM se eligen habitualmente para sensores remotos como las estaciones de control de hielo en el Ártico. Las baterías AGM, debido a su falta de electrolito libre, no se agrietarán ni se filtrarán en estos ambientes fríos.

## Ventajas

Batería AGM

Las baterías AGM (Absorbente Glass Mat) son acumuladores de plomo-ácido en los que el electrolito se absorbe en separadores consistentes en una masa esponjosa en fibra de vidrio, al mismo tiempo, están contenidas en un recipiente sellado que permite una recombinación de gases generados en la descarga que tienen las siguientes ventajas:
- No requieren mantenimiento.
- Tiempo de recarga más corto que las baterías de plomo-ácido inundadas.[11]
- No se puede tolerar la sobrecarga: la sobrecarga conduce a un fallo prematuro.[11]
- Vida útil más corta, en comparación con la batería de celdas húmedas con un adecuado mantenimiento.[11]
- Genera "significativamente" menos gas de hidrógeno.[11]
- Las baterías AGM son por naturaleza, más seguras para el medio ambiente y más seguras de utilizar.
- Puede utilizarse o colocarse en cualquier orientación.

- son compactas y muy resistentes a las tensiones mecánicas (tan resistentes que se utilizan con fines militares);
- se pueden montar en cualquier posición;
- se pueden utilizar a grandes altitudes y al mar;
- soportan mejor las altas temperaturas (ideal para fuentes de alimentación ininterrumpida);
- gracias a la división de las placas por la malla de fibras de vidrio, no existe peligro de cortocircuito entre célula y célula;
- son adecuadas para poner en marcha motores gracias a sus altas corrientes de entrada;
- tienen un bajo nivel de auto-descarga y un alto rendimiento amperométrico durante la carga;
- Tiempos de carga más cortos que las baterías de electrolito líquido;
- inmunes al riesgo de derrame accidental de ácido;
- adecuado para instalaciones cercanas a personas y dispositivos electrónicos.

- Son compactas, muy resistentes a las tensiones mecánicas (tan resistentes por ser utilizados con fines militares) y se pueden montar en cualquier posición. Se pueden utilizar a gran altitud o en el mar, y son más capaces de hacer frente a las altas temperaturas.
- Son aptas para el arranque de motores gracias a sus altas corrientes de arranque, tienen una baja autodescarga y un alto rendimiento amperométrico durante la carga. También tienen una resistencia interna menor que las baterías normales de plomo-ácido y mantienen una tensión más constante, y se cargan más rápidamente;

## Coste
Normalmente cuestan más caras que las baterías normales de plomo-ácido y aún más si tienen placas en espiral, pero si se tienen en cuenta las mejores prestaciones, comparativamente pueden costar menos que las baterías clásicas con las mismas prestaciones.